# 옥정호수도서관
옥정호수도서관은 경기도 양주시에 있는 도서관이다.

## 연혁
- 2019년 10월 31일 개관.